# Jan Malechowski
Jan Malechowski herbu Abdank – kasztelan kaliski w 1704 roku, sędzia poznański w latach 1695–1704, podsędek poznański w latach 1693–1694.
Poseł sejmiku średzkiego na sejm nadzwyczajny 1693 roku, sejm 1695 roku. Sędzia kapturowy sądu ziemskiego poznańskiego w 1696 roku. 5 lipca 1697 roku podpisał w Warszawie obwieszczenie do poparcia wolnej elekcji, które zwoływało szlachtę na zjazd w obronie naruszonych praw Rzeczypospolitej. Deputat województwa poznańskiego do rady stanu rycerskiego rokoszu łowickiego w 1697 roku.
Marszałek sejmiku przedsejmowego województw poznańskiego i kaliskiego w 1699 roku. Poseł na sejm pacyfikacyjny 1699 roku z województwa poznańskiego. 